# Graby (Grande-Pologne)
Pour les articles homonymes, voir Graby.
Graby (prononciation : [ˈɡrabɨ]) est un village polonais de la gmina de Czerniejewo dans le powiat de Gniezno de la voïvodie de Grande-Pologne dans le centre-ouest de la Pologne.
Il se situe à environ 4 kilomètres au sud-ouest de Czerniejewo (siège de la gmina), à 18 kilomètres au sud-ouest de Gniezno (siège du powiat) et à 36 kilomètres à l'est de Poznań (capitale régionale).
Le village possède une population approximative de 200 habitants.

## Histoire
De 1975 à 1998, le village faisait partie du territoire de la voïvodie de Poznań.

Depuis 1999, Graby est situé dans la voïvodie de Grande-Pologne.